# 早起き!チェック
『早起き！チェック』（はやおき チェック）は、1998年3月30日から1999年3月26日にテレビ朝日系一部地域で放送した早朝の情報番組である。

## 概要
『早起き一番！天気&NEWS』のリニューアル版。視聴率は比較的に安定し同年10月には『ワイド！スクランブル』の中村克洋を総合司会に迎え強化するも諸事情により1年間で終了した。

## 出演者
| 1998.3.30                                                              | 1998.10.2 | なし       | 岡田洋子 | 川北桃子1  | 木下智佳子1 | 4:55 - 5:50（55分） |
| 1998.10.5                                                              | 1999.3.26 | 中村克洋   | 徳永有美 | 川北桃子   | 川北桃子    | 4:55 - 5:50（55分） |
| 期間                                                                   | 期間      | スポーツ   | スポーツ | スポーツ   | スポーツ    | スポーツ            |
| 期間                                                                   | 期間      | 月         | 火       | 水         | 木          | 金                  |
| 1998.3.30                                                              | 1998.10.2 | 平石直之2  | 川島淳2  | 古澤琢2    | 勝田和宏2   | 西脇亨輔1・2        |
| 1998.10.5                                                              | 1999.3.26 | 小松靖2    | 小松靖2  | 川島淳2    | 勝田和宏2   | 中山貴雄2           |
| 期間                                                                   | 期間      | CNN        | CNN      | CNN        | 天気        | 天気                |
| 期間                                                                   | 期間      | 月・火     | 水・木   | 金         | 天気        | 天気                |
| 1998.3.30                                                              | 1998.10.2 | 小野寺麻衣 | 小林央子 | 石川有希子 | 高塚哲広    | 高塚哲広            |
| 1998.10.5                                                              | 1999.3.26 | 山根広子   | 山根広子 | 山根広子   | 高塚哲広    | 高塚哲広            |
| - 1 『早起き一番！天気&NEWS』から続投。 - 2 『やじうまワイド』と兼務。 |           |            |          |            |             |                     |

## ネット局
- 九州朝日放送[2]

## 制作会社
- 日本ケーブルテレビジョン（JCTV）
- 東京サウンドプロダクション
- テレビ朝日クリエイト
- テイクシステムズ